# Ceyhun Tüccar
Ceyhun Tüccar (* 25. Jänner 1998 in Feldkirch) ist ein österreichischer Fußballspieler.

## Karriere
Tüccar begann seine Karriere beim FC Rot-Weiß Rankweil. 2012 kam er in die Akademie des SK Rapid Wien. Im November 2015 debütierte er für die Amateure von Rapid in der Regionalliga, als er am 16. Spieltag der Saison 2015/16 gegen die Amateure des FK Austria Wien in der 64. Minute für Philipp Plank eingewechselt wurde. In jenem Spiel, das Rapid II mit 2:1 verlor, erzielte er den Treffer zum Endstand.
Zur Saison 2018/19 wurde er auf Kooperationsbasis an den Zweitligisten Floridsdorfer AC verliehen. Sein Debüt in der 2. Liga gab er im Juli 2018, als er am ersten Spieltag jener Saison gegen den SKU Amstetten in der Startelf stand und in der 88. Minute durch Clinton Bangura ersetzt wurde. Bis Saisonende kam er zu 25 Zweitligaeinsätzen für die Wiener. Nach dem Ende der Kooperation kehrte er jedoch nicht zu Rapid zurück.
Nach einem halben Jahr ohne Verein wechselte er im Jänner 2020 zum Regionalligisten SV Stripfing. Ohne Einsatz verließ er Stripfing nach der Saison 2019/20 wieder. Im August 2020 wechselte Tüccar in die Schweiz zum Fünftligisten FC Widnau. In zwei Spielzeiten kam er dort zu 21 Einsätzen in der 2. Liga interregional, in denen er elf Tore erzielte. Zur Saison 2022/23 wechselte er in die Türkei zum Viertligisten Elazığ Karakoçan FK. Für den Klub kam er aber nur einmal in der TFF 3. Lig zum Einsatz, woraufhin er Elazığ im Jänner 2023 wieder verließ. Anschließend kehrte Tüccar wieder nach Widnau zurück.